# Familjeband
Familjeband (engelska: Next of Kin) är en brittisk thrillerserie från 2018. Serien är skapad av Natasha Narayan och Paul Rutman som skrivit seriens manus. För regin svarar Justin Chadwick och Jamie Childs. Första säsongen består av 6 avsnitt. 
Serien hade svensk premiär i juni 2020 på SVT1 och SVT Play.

## Handling
Serien handlar om läkaren Mona Harcourt vars liv vänds upp och ner när hennes bror mördas i Pakistan. Dödsfallet blottlägger familjehemligheter och Mona liv färgas av svek, konspirationer och mord.

## Rollista (i urval)
- Archie Panjabi – Mona Harcourt
- Jack Davenport – Guy Harcourt
- Shabana Azmi – fru Shirani
- Navin Chowdhry – Kareem Shirani
- Farzana Dua Elahe – Rahana Shirani
- Viveik Kalra – Danish Shirani